# تپه مرکز آموزش
تپه مرکز آموزش مربوط به سده‌های میانه دوران‌های تاریخی پس از اسلام است و در شهرستان کرمانشاه، بخش ماهیدشت، دهستان ماهیدشت، ۱ کیلومتری شرق روستای کلیایی، در مرکز آموزش کشاورزی واقع شده و این اثر در تاریخ ۷ اسفند ۱۳۸۶ با شمارهٔ ثبت ۲۱۷۴۵ به‌عنوان یکی از آثار ملی ایران به ثبت رسیده است.